# خوزه لوئیس کوئردا
خوزه لوئیس کوئردا (اسپانیایی: José Luis Cuerda‎؛ زادهٔ ۱۸ فوریهٔ ۱۹۴۷ – درگذشته ۴ فوریه ۲۰۲۰) کارگردان، فیلم‌نامه‌نویس و تهیه‌کننده فیلم اهل اسپانیا بود.

## گزیدهٔ آثار
- چندی بعد (۲۰۱۸)
- تعلیم پریان (۲۰۰۶)
- دیگران (۲۰۰۱)
- زبان پروانه‌ها (۱۹۹۹)
- تز (۱۹۹۶)
- جنگل افسون‌شده (۱۹۸۷)